# Toyota Avensis
La Toyota Avensis è stata un'autovettura classificata come berlina di segmento D prodotta dal 1997 al 2018 dalla casa automobilistica giapponese Toyota, in tre generazioni.

## Prima generazione (1997-2003)

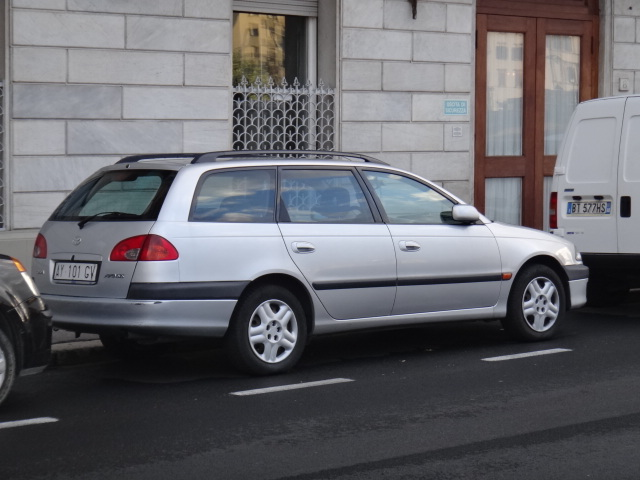
Toyota Avensis Wagon

La prima generazione venne presentata in Europa verso la fine del 1997 come erede della Toyota Carina E. Disponibile nelle varianti berlina a 4 e 5 porte, monovolume (Verso) e station wagon ottenne un discreto successo in Italia, mentre in Inghilterra (dove la vettura veniva assemblata) divenne un'icona del segmento. La variante con carrozzeria wagon venne introdotta sul mercato giapponese come Toyota Caldina e con la sola trazione integrale mentre per l'Europa la trazione era disponibile per le sole ruote motrici anteriori. Sul mercato italiano la casa costruttrice la propose con 5 anni di garanzia (la prima vettura con una garanzia così estesa) oppure fino al limite massimo di 160 000 chilometri. 
L'Avensis possedeva un bagagliaio con un volume massimo di 500 litri (per la berlina) e di 530 litri (per la wagon, che salivano a 1 600 con il divano posteriore ribaltato).

Nei Crash Test EuroNCAP la vettura totalizzò un risultato di sole 3 stelle

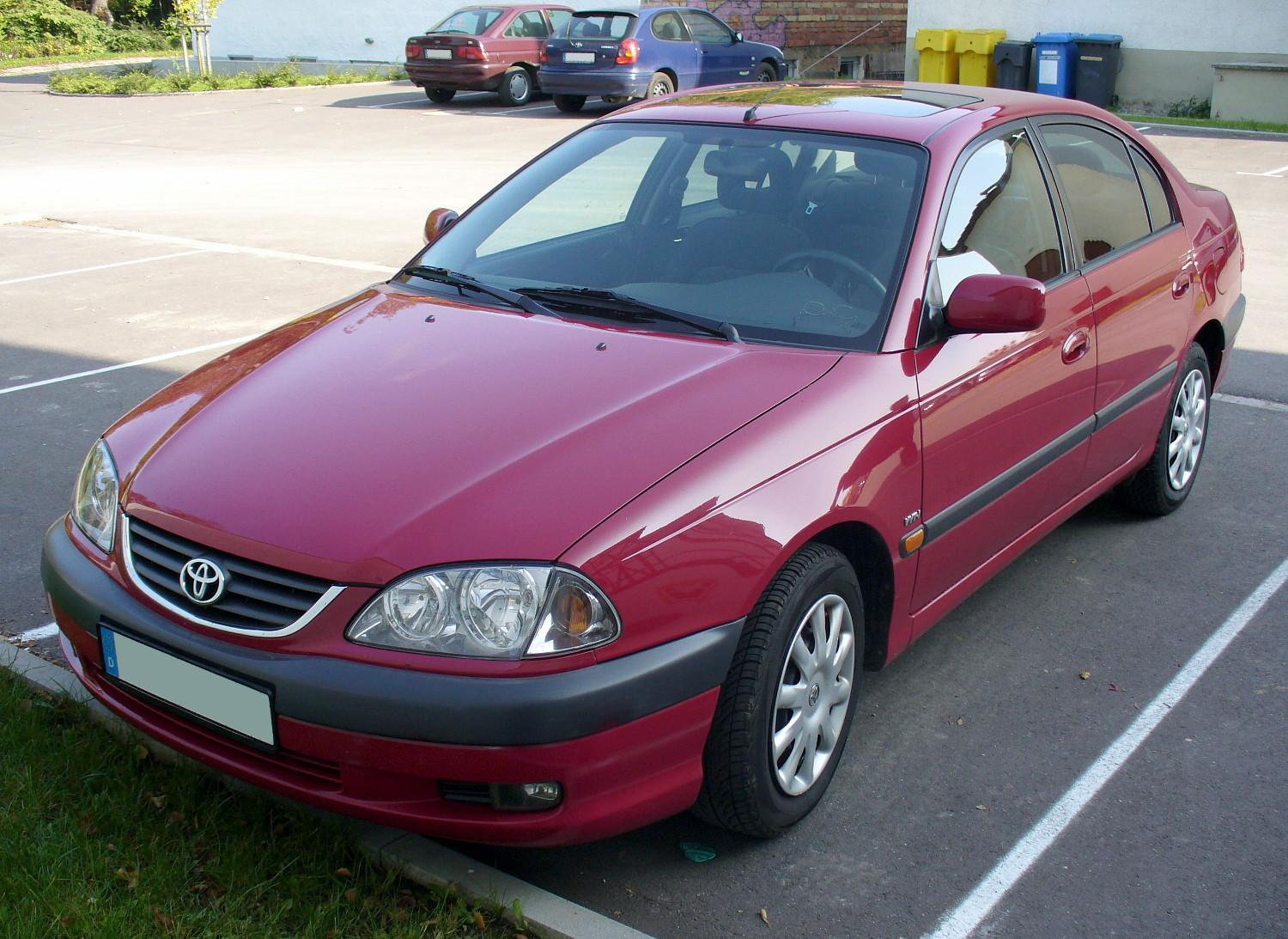
Toyota Avensis restyling 2000

### Restyling 2000
Dopo soli tre anni dall'esordio la Toyota decise nel 2000 di ristilizzare l'Avensis soprattutto nel frontale. Segni evidenti di questa versione rinnovata erano la mascherina simile alle Toyota Corolla di quegli anni e l'introduzione di una nuova motorizzazione di 1,8 litri VVT-I (Variable Valve Timing - intelligent) che sostituiva il precedente 2 litri a benzina.

### Motorizzazioni
La gamma motori era composta da 3 propulsori benzina e 2 turbodiesel: 
- 1.6i benzina 16V VVT-I 110 CV (81 kW)
- 1.8i benzina 16V VVT-I 129 CV (95 kW) disponibile dal 2000
- 2.0i benzina 16V 128 CV (94 kW) disponibile fino al 2000
- 2.0 diesel TD 90 CV (66 kW) fino al 2000
- 2.0 diesel D-4D 110 CV (81 kW)

Il motore 1.8 VVT-I fu il primo a rispettare la normativa antinquinamento Euro IV mentre i restanti motori rispettavano la normativa Euro III.

### Allestimenti e accessori
La vettura venne proposta in tutto il suo ciclo vitale in un'unica versione priva di una denominazione personalizzabile solo con alcuni accessori quali il cambio automatico (disponibile solo sulle motorizzazioni 1.8 e 2.0 a benzina) proposto a 2.500.000 lire, il navigatore satellitare a circa 2.000.000 di lire e la vernice metallizzata a 750.000 lire.

## Seconda generazione (2003-2008)

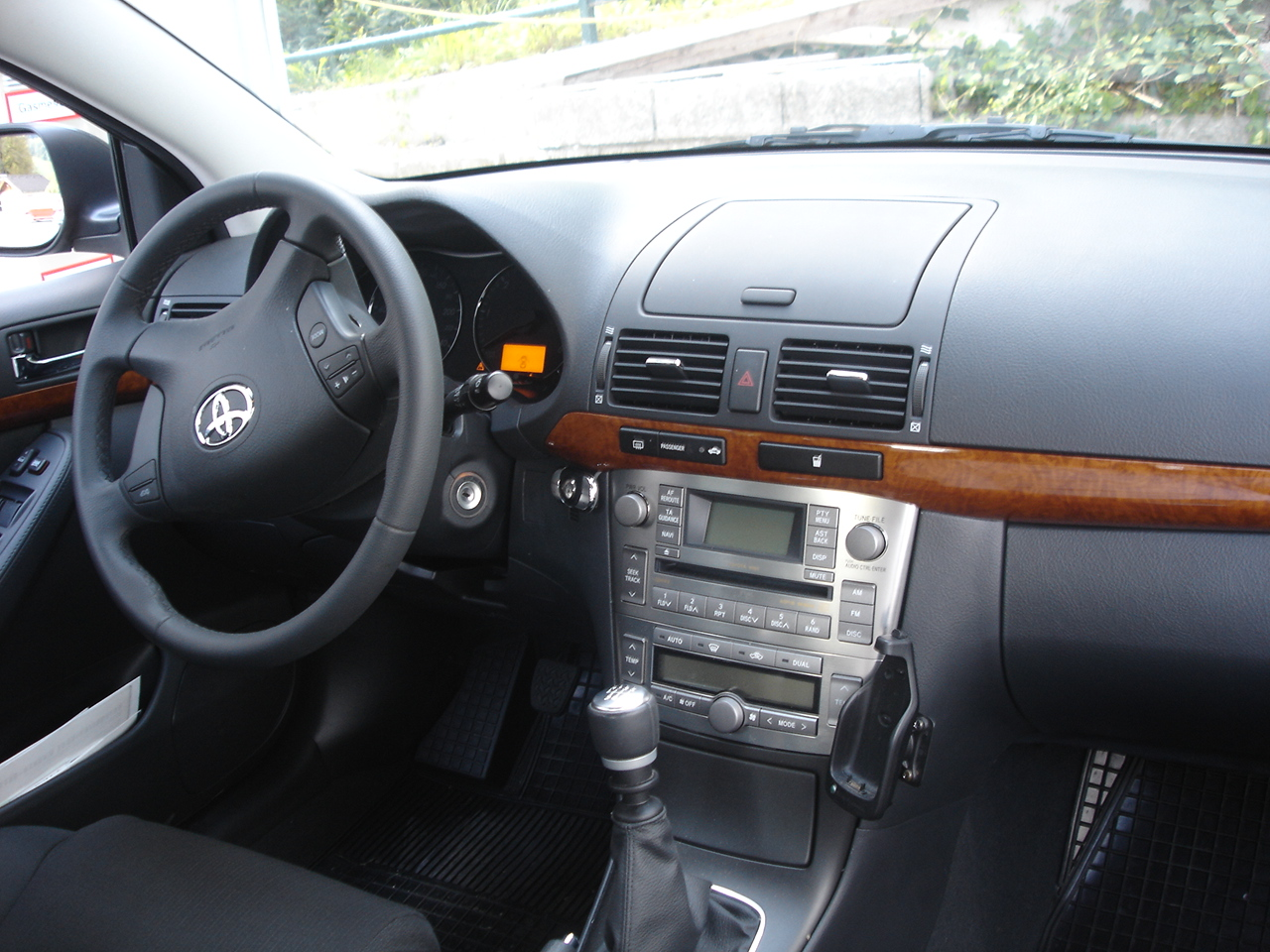
Gli interni

La seconda generazione esordisce nel 2003 e come la prima si affermerà sul mercato europeo per la notevole affidabilità e per l'elevata qualità di progettazione. Disponibile sempre nelle varianti berlina (4 e 5 porte, quest'ultima non importata in Italia) e station wagon, l'Avensis si presenta al pubblico con una linea molto più moderna ed elegante e con una carrozzeria allungata di una decina di centimetri.
Una delle principali novità è stata l'introduzione dei nuovi propulsori Diesel di 2,2 litri derivate dalle precedenti unità di 2 litri (comunque proposte anche su questa seconda generazione). I nuovi turbodiesel vennero anticipati dal concept Toyota Avensis D-CAT Clean Power 180 e introdotti sul modello di serie solo nel 2004 negli step di potenza da 150 e 177 cavalli, quest'ultimo dotato di serie di un intelligente ed efficiente filtro antiparticolato denominato Toyota D-CAT (Diesel Clean Advanced Technology) in grado di ridurre notevolmente le emissioni inquinanti rispetto alla versione da 150 cavalli che ne era priva.

Per il mercato nord europeo vennero introdotti due nuovi propulsori a benzina di 2 e 2,4 litri a iniezione diretta facenti parte della famiglia motoristica VVT-I (motori a fasatura variabile delle valvole) mentre sul mercato giapponese fu abbandonata la denominazione Caldina (ripresa da un crossover sviluppato appositamente per i mercati asiatici) per adottare il nome originale della vettura.

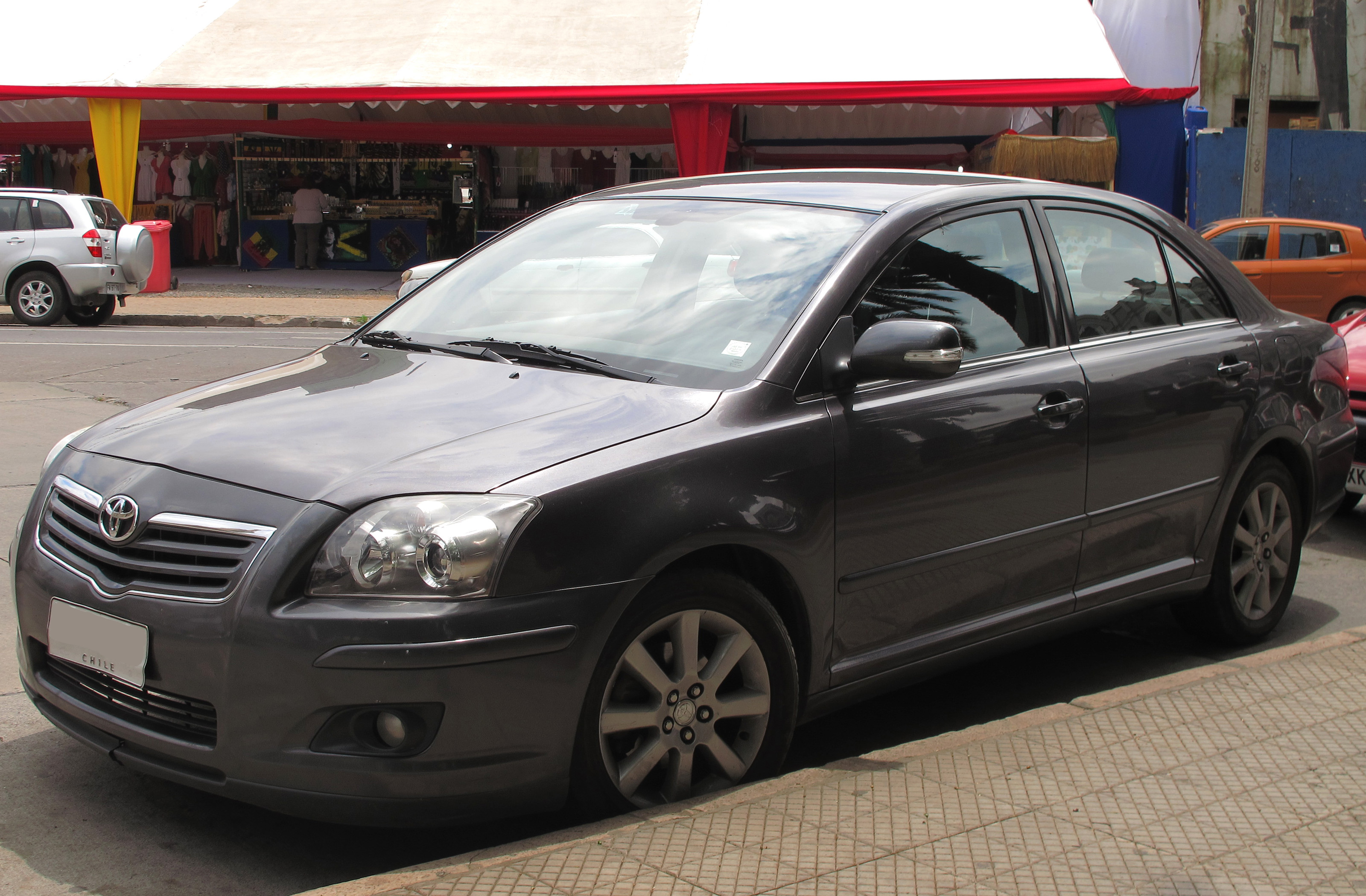
Toyota Avensis restyling 2006

La piattaforma che funge da base venne presentata nel 2001 con la relativa versione monovolume Avensis Verso, venduta in Giappone come Toyota Ipsum, la cui prima generazione, lanciata nel 1995, fu venduta in Europa come Toyota Picnic.
La vettura è stata sottoposta (nel 2003) ai Crash Test EuroNCAP totalizzando il risultato di ben 5 stelle.

### Restyling 2006
A tre anni dall'esordio, al Salone di Parigi edizione 2006 la Toyota espose un leggero facelift della vettura. 
Per l'occasione, nel reparto motori, venne incrementata la potenza del piccolo 2 litri turbodiesel di 10 cavalli per un totale di 126 e dotato del filtro antiparticolato di serie.

### Motorizzazioni
| Modello           | Disponibilità        | Motore                       | Cilindrata (cm³) | Potenza max kW (CV) | Emissioni CO2 (g/km) | Acceler. 0–100 km/h | Velocità max (km/h)  |
| ----------------- | -------------------- | ---------------------------- | ---------------- | ------------------- | -------------------- | ------------------- | -------------------- |
| 1.6 VVT-I 16V     | dall'esordio         | 4 cilindri in linea, benzina | 1598             | 81 (110)            | 172                  | 12,0                | 195                  |
| 1.8 VVT-I 16V     | dall'esordio         | 4 cilindri in linea, benzina | 1794             | 95 (129)            | 171                  | 10,3                | 200 (195 automatica) |
| 2.0 VVT-I DI 16V  | non importato        | 4 cilindri in linea, benzina | 1998             | 108 (147)           | 191                  | 13,5                | 210                  |
| 2.4 VVT-I DI 16V  | non importato        | 4 cilindri in linea, benzina | 2362             | 120 (163)           | 227                  | 9,4                 | 220                  |
| 2.0 D-4D 16V 116  | dall'esordio al 2006 | 4 cilindri in linea, Diesel  | 1998             | 85 (116)            | 154                  | 10,8                | 195                  |
| 2.0 D-4D 16V 126  | dal 2006             | 4 cilindri in linea, Diesel  | 1998             | 93 (126)            | 152                  | 10,6                | 200                  |
| 2.2 D-4D 16V 150  | dal 2004             | 4 cilindri in linea, Diesel  | 2231             | 110 (150)           | 156                  | 9,3                 | 210                  |
| 2.2 D-CAT 16V 177 | dal 2004             | 4 cilindri in linea, Diesel  | 2231             | 130 (177)           | 161                  | 8,6                 | 220                  |

### Allestimenti e accessori
Come la prima generazione anche la seconda venne proposta sul mercato italiano in un unico allestimento personalizzabile con numerosi accessori quali il cambio automatico sequenziale a 4 rapporti (per la 1.8 benzina proposto con un sovrapprezzo di circa 1.500 euro), il navigatore satellitare (offerto a 750 euro per le motorizzazioni 1.8 e 2.2 D-CAT, mentre a 2.000 per le restanti Diesel D-4D), la vernice metallizzata (400 euro) e i tre pacchetti di accessori: Executive (1.250 euro), Luxury (3.000 euro) e Premium (2.500 euro) disponibili solo per le motorizzazioni Diesel.

## Terza generazione (2009-2018)

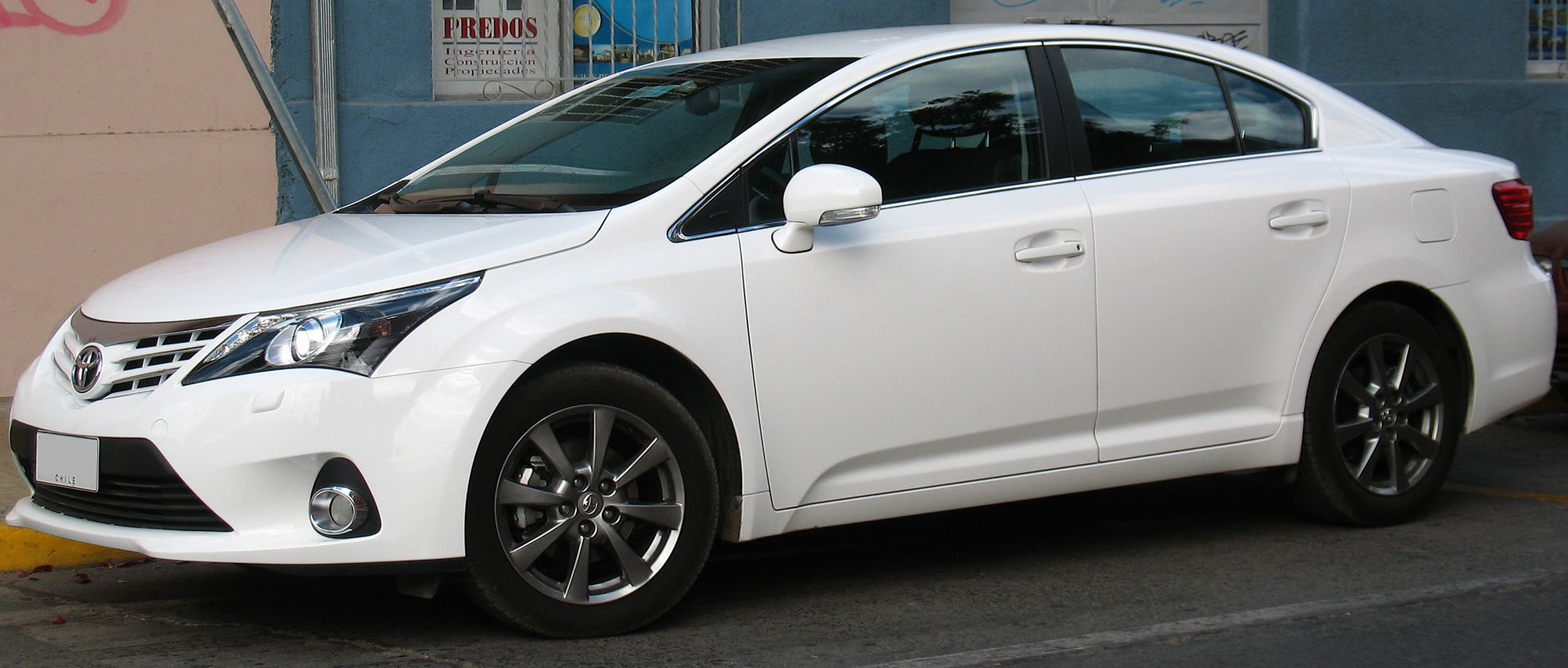
Toyota Avensis restyling 2015

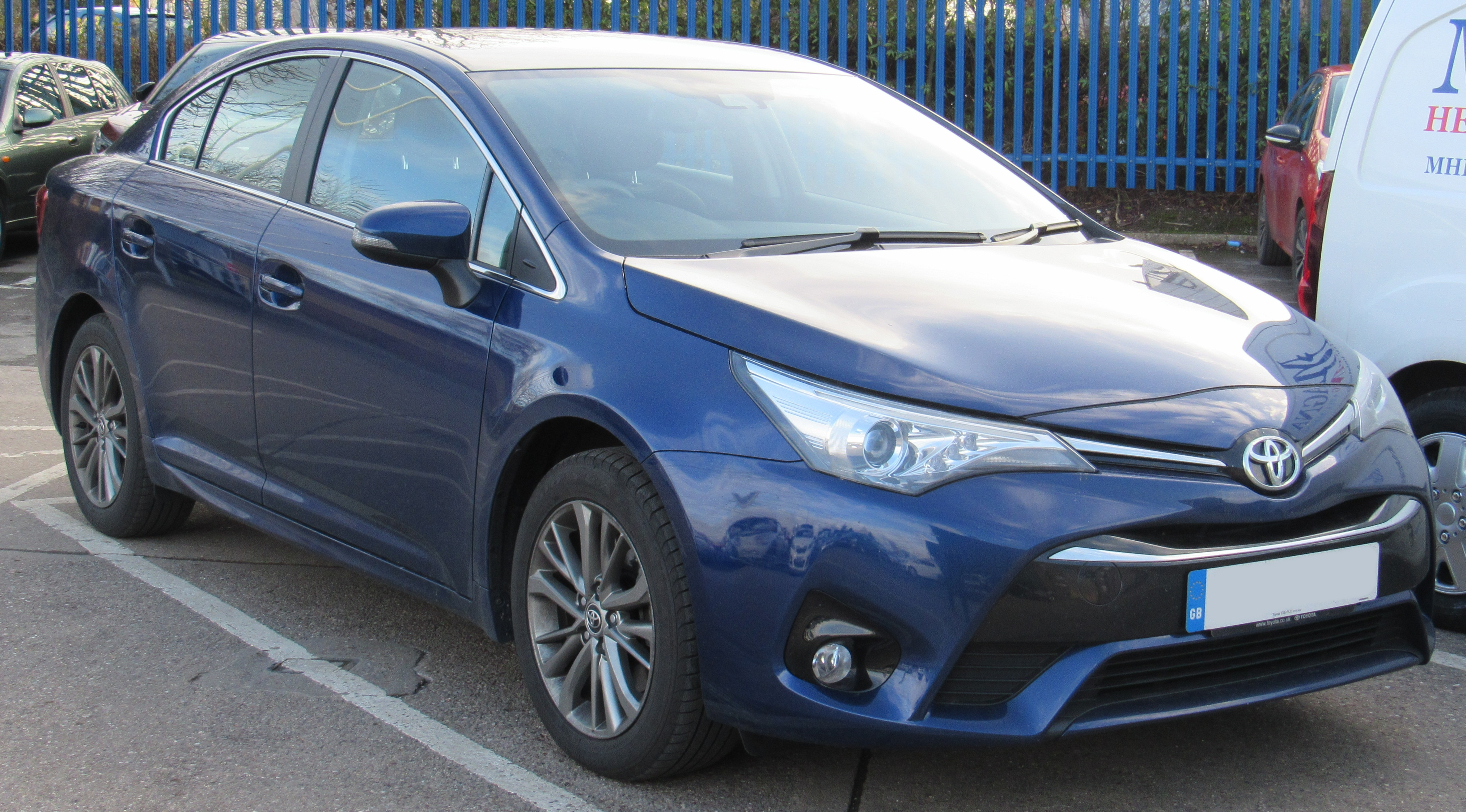
Toyota Avensis restyling 2015

La terza generazione esordisce in veste definitiva al Salone Internazionale di Parigi edizione 2008 ed è stata disegnata dal Centro Stile francese della Toyota. Cresciuta nelle dimensioni esterne, sia per quanto riguarda la berlina sia per la station wagon, che hanno raggiunto rispettivamente i 4,70 e i 4,77 metri di lunghezza complessiva, la nuova Avensis porta all'esordio una piattaforma totalmente nuova, a trazione anteriore, che sarà ripresa dai futuri modelli medio-alti della casa giapponese. La linea della carrozzeria abbandona le curve che caratterizzano le prime due generazioni per adottare un andamento spigoloso che ne accentua la sportività (vagamente ispirato alle Lexus, il marchio di lusso del colosso giapponese).
Tra le motorizzazioni esordiscono nuovi propulsori benzina mentre i turbodiesel saranno rivisti sotto il profilo delle emissioni e dei consumi con valori ridotti dal 10 al 26%. I benzina comprendono il 1.6 VVT-I da 132 CV, che abbinato a un manuale a sei marce emette 152 g/km di anidride carbonica, il 1.8 VVT-I da 147 CV che emette 154 g/km di anidride carbonica con il manuale e 157 con il nuovo cambio automatico a variazione continua Multidrive S e il 2.0 a iniezione diretta da 152 CV, che emette 163 g/km di CO2 con il manuale e 164 con il Multidrive S.
Tra i turbodiesel (D-4D) il classico 2.0 da 126 CV (con cambio manuale) che emette 141 g/km di CO2, il 2.2 da 150 CV (trasmissione sia manuale che automatica a 6 rapporti) che emette da 147 a 169 g/km di CO2 e il 2.2 177 CV (solo manuale), che emette 157 g/km di CO2. Tutti i propulsori turbodiesel rispettano la normativa Euro 5.
Escono di scena il grosso 2,4 litri a benzina e la variante con carrozzeria berlina a 5 porte a causa delle scarse richieste ricevute in precedenza.
La produzione è stata affidata agli stabilimenti inglesi di Derbyshire ed è partita il 21 novembre 2008 (al ritmo di 115.000 esemplari l'anno), mentre le consegne in tutta Europa incominceranno solo dall'aprile dell'anno seguente.
Alla fine del 2011 viene presentato un restyling che aggiorna il frontale mentre nel 2015 viene presentato un secondo restyling.